# Ayoub Nouhi
Ayoub Nouhi (7 januari 1999) is een Belgisch-Marokkaans basketballer.

## Carrière
Nouhi speelde in de jeugd van United Basket Woluwe, Royal IV Brussels, Fresh Air Jette en AWBB Academy. In 2017 ging hij spelen voor de bekende Spaanse opleidingsploeg Canarias Basketball Academy. In 2018 ging hij collegebasketbal spelen voor de Texas-Arlington Mavericks, na twee jaar keerde hij terug naar België. In 2020 tekende hij zijn eerste profcontract bij Phoenix Brussels. In zijn eerste seizoen speelde hij zeventien wedstrijden, dit daalde in zijn tweede seizoen naar vijf. In 2022 ging hij spelen in de Marokkaanse competitie bij AS Salé. Het seizoen erop kwam hij uit bij FUS de Rabat ook in de Marokkaanse competitie.
Hij speelde tevens ook 3x3-basketbal en werd U18 wereldkampioen en Europees kampioen met de Belgische ploeg in 2017.

## Erelijst
- U18 3x3-wereldkampioen: 2017
- U18 3x3-Europees kampioen: 2017